# Борисовское (Солигаличский район)
Борисовское — деревня в Солигаличском муниципальном округе Костромской области. Входит в состав  Солигаличского сельского поселения

## География
Находится в северо-западной части Костромской области на расстоянии приблизительно 7 км на юг по прямой от города Солигалич, административного центра района.

## История
Деревня была известна как сельцо с времен Дмитрия Донского. Была отмечена на карте 1840 года. В 1907 году здесь было учтено 46 дворов.

## Население
Постоянное население составляло 249 человек (1897 год), 255 (1907), 12 в 2002 году (русские 92%), 6 в 2022.